# 首実験
もしかして
- 首実検

ではありませんか？